# Palazzo del Podestà (Bergamo)
Il Palazzo del Podestà è un edificio storico della città di Bergamo posto su piazza Vecchia e ospita il Museo del Cinquecento che fa parte della rete del Museo delle Storie di Bergamo gestita da Fondazione Bergamo nella storia.

## Collocazione
L'edificio, per secoli chiamato Hospitium potestatis, è posizionato in piazza Vecchia, ex platea magna nova. Il quattrocentesco scalone lo collega alla grande Sala delle Capriate del palazzo della Ragione; la parte più a nord della facciata, si apre su piazza del Duomo di fronte alla basilica di Sant'Alessandro.
Il palazzo comprende il campanone.

## Storia

### Origine

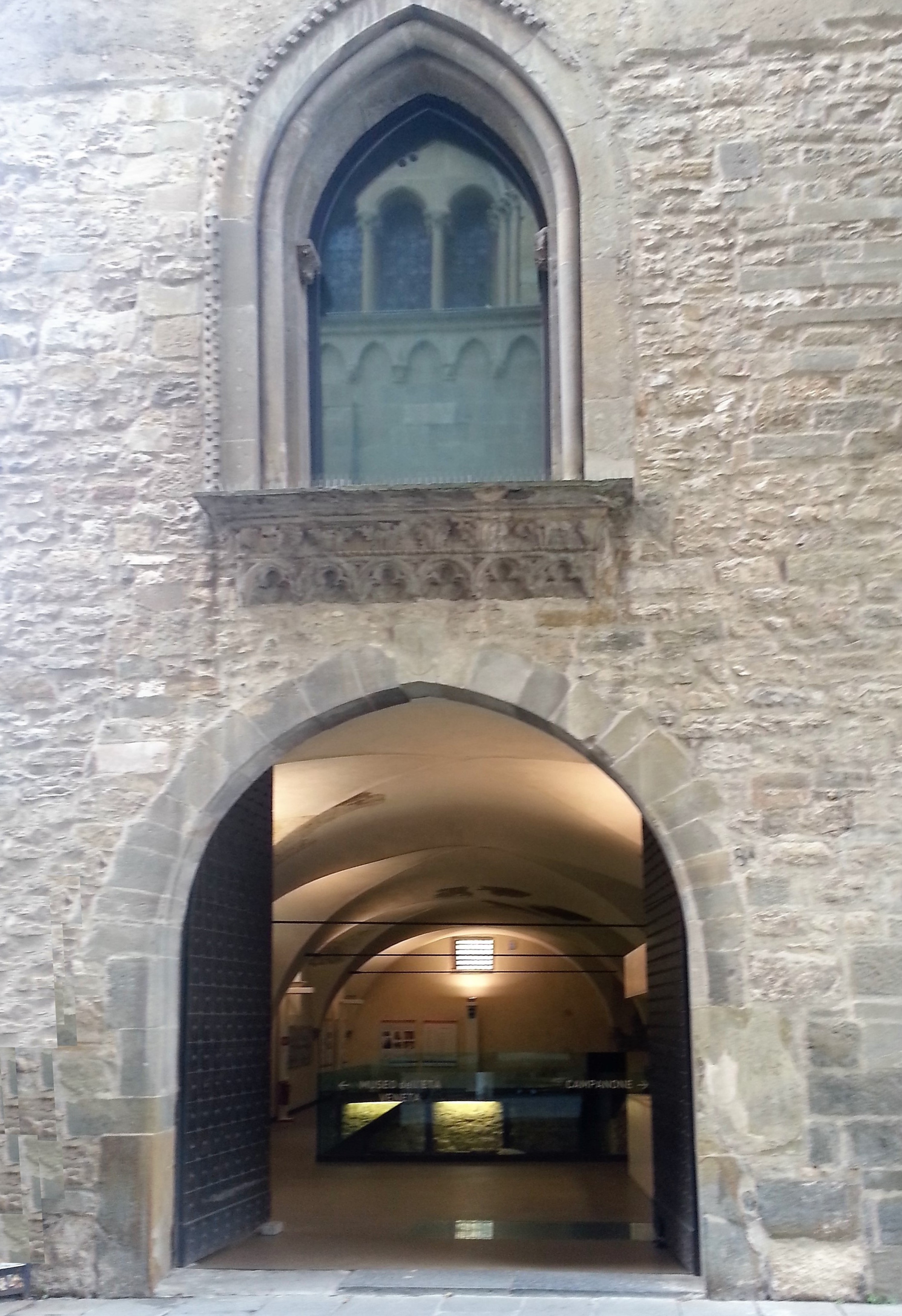
Finistra monofora e ingresso del Museo del Cinquecento nella finestre si rispecchia il lavo a ovest del Palazzo della Ragione

La storia del palazzo del Podestà segue la storia di Bergamo. La sua posizione divisa tra due piazze: piazza Vecchia, sede burocratica e amministrativa con il palazzo della Ragione, e piazza del Duomo sede clericale con la chiesa di San Vincenzo e Sant'Alessandro, la Congregazione della Misericordia Maggiore, con la basilica di Santa Maria Maggiore, lo rende parte significativa della città.
Venne edificato nel XII secolo dalla famiglia di fazione ghibellina dei Suardi, gli atti notarili lo nominano come Palazzo ex Zentilino Suardo e adibito a civile abitazione. Il palazzo fu costruito su un fabbricato preesistente della famiglia Bragagnoli come indicato in un atto del 1192: “domo magna que fuit de Braghagnolis”, poi demolito per la nuova edificazione.
Nel 1222 l'abitazione viene indicata in un atto come il “brolo dei Suardi: ”Le lotte sanguinose tra le famiglie cittadine di fazione o guelfa o ghibellina, portarono la famiglia dei Suardi a perdere la proprietà del palazzo che divenne, come indicato in un documento del 1298, Hospitium potestatis, di proprietà del comune e residenza dei podestà fino a tutto il XIV secolo. Il palazzo dei Suardi aveva alcune botteghe ma già dal 1219 era interesse del comune di avere questo fabbricato da poter inserire a completamento dei luoghi pubblici cittadini. e nel 1237 la torre è indicata come “Turris Nova di proprietà comunale”. Il podestà Federico de Ponzoni fece edificare una fontana con cisterna nel 1294 che servisse il palazzo e quelli circostanti. Nel 1296 il palazzo subì un danneggiamento che richieste una prima ricostruzione terminata nel 1320 dal podestà Borolo di Castelletto, che fece porre una lapide a ricordo del fine lavori, lapide poco visibile. I fabbricati che componevano l'intero palazzo erano accessibili da una entrata detta: “porta Hospitii in quo est turris Comunis Pergami”. Un documento del 1263 descrive l'antico accesso ma nel 1320 il podestà ottenne dal vescovo il permesso di una nuova apertura attraverso il cortile della curia, passaggio necessario per evitare di attraversare un cantiere in costruzione.
Le botteghe poste sul palazzo risultano indicate fino al 1333, anche inconseguenza al secondo grande incendio nel 1360, che risultò essere devanstante e che ne richiese il ripristino, documentato dal notaio Benvenuto da Bonate: “die 6 madii 1360 in sero hora tertia incepit conurere Hospitatium Comunis Pergami in quo consuerat erat morari Potestas Pergami”. Per questo il podestà dovette abitare in una casa in prossimità fino al 1374 in quanto vi fu rogato un atto il 9 marzo: “Hspicio Comunis Pergami olim conusto, et moviter refecto in quo moratur d. Petrus de Vivecomitibus de Mediolano Pergami Potestas in pubblico consiglio […]”. Con la ricostruzione alcune parti del precedente edificio risulta non furono più edificate. L'ingresso principale risulta fosse sulla facciata a sud verso il palazzo del vescovo detta “Porta curie d. Potestatis” dove furono poi edificate molte altre strutture.

In un atto notarile del 1427, si registra il passaggio di proprietà da Zentilino Suardi ai fratelli Giacomo, Felisio e Giovanni Avogadro, e proprio da questo atto è possibile ricostruire la struttura del palazzo. 
(Archivio della Misericordia Maggiore)
Gli Avogadro vendettero poi parte del fabbricato alla Congregazione della Misericordia Maggiore.

### Il periodo veneziano
Il XV secolo fu secolo di molti cambiamenti per la città orobica e per il suo territorio, con l'avvento nel 1428 del dominio veneziano, che cambiò l'aspetto della città e la destinazione dei differenti edifici. Nel 1443 Giacomo Suardi vendette la sua porzione di fabbricato alla Fondazione MIA per questo il podestà doveva pagare un affitto di 30 ducato doro alla famiglia Avogadri e altrettanti alla Misericordia Maggiore.
Il palazzo venne ingrandito, venne aperto un ingresso sulla piazza e inserito lo scalone esterno che lo collegava al salone delle Capriate del palazzo della Ragione, e prese il nome di palazzo dei Giuristi, con questo nome viene ancora identificata la parte a sud della torre civica. 
Il piano terreno del palazzo divenne la Camera fiscale, sede del camerlengo, del podestà e del capitano: insieme formavano il potere giudicante, vi era il giudice alla Ragione per le pratiche civili e il giudice al Maleficio per cause di materia criminale.
Nel 1477 la facciata venne dipinta dal Bramante con la raffigurazione dei Sette savi detti Li philosophi dell'antichità e di targhe recanti iscrizioni, le poche tracce di questi affreschi sono conservate nel museo del salone delle Capriate. 
Il palazzo subì un grosso incendio nel 1770, in particolare la parte più a sud, che richiese un grande intervento di ristrutturazione.

### L'epoca moderna
Durante l'occupazione napoleonica e la formazione della Repubblica Cisalpina, l'edificio divenne sede della Corte di Giustizia e del Tribunale provinciale. La collocazione di queste sedi istituzionali, fu trasferita nella parte bassa della città del XIX secolo, nei nuovi palazzi lasciando vuoti e all'abbandono i saloni del palazzo.

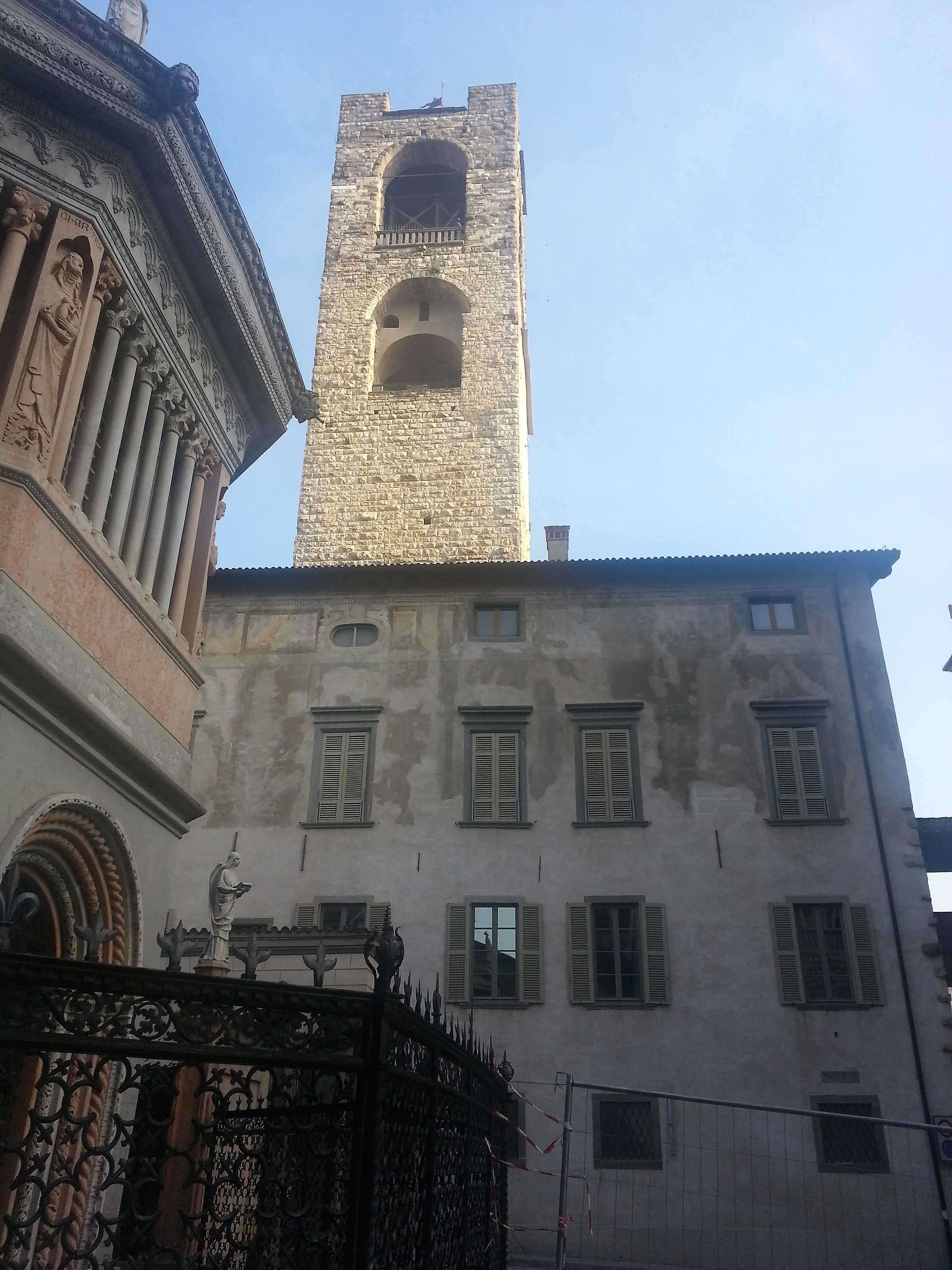
Palazzo del Podestà -Bergamo lato su piazza del Duomo

Nel XX secolo i locali modificarono la destinazione d'uso: nel 1926 ospitarono il Civico Museo di Storia Naturale, successivamente spostato nella Cittadella viscontea; la scuola superiore di giornalismo dell'Università Cattolica di Milano; nel 1961 la scuola biennale di specializzazione post-laura di giornalismo e dal 16 novembre 1968 sede del consorzio per l'istituzione di facoltà universitarie, per volontà del Comune di Bergamo, dell'Amministrazione provinciale, e della Camera di Commercio per l'istruzione di facoltà universitarie.
Diventando poi organismo statale nel 1992.

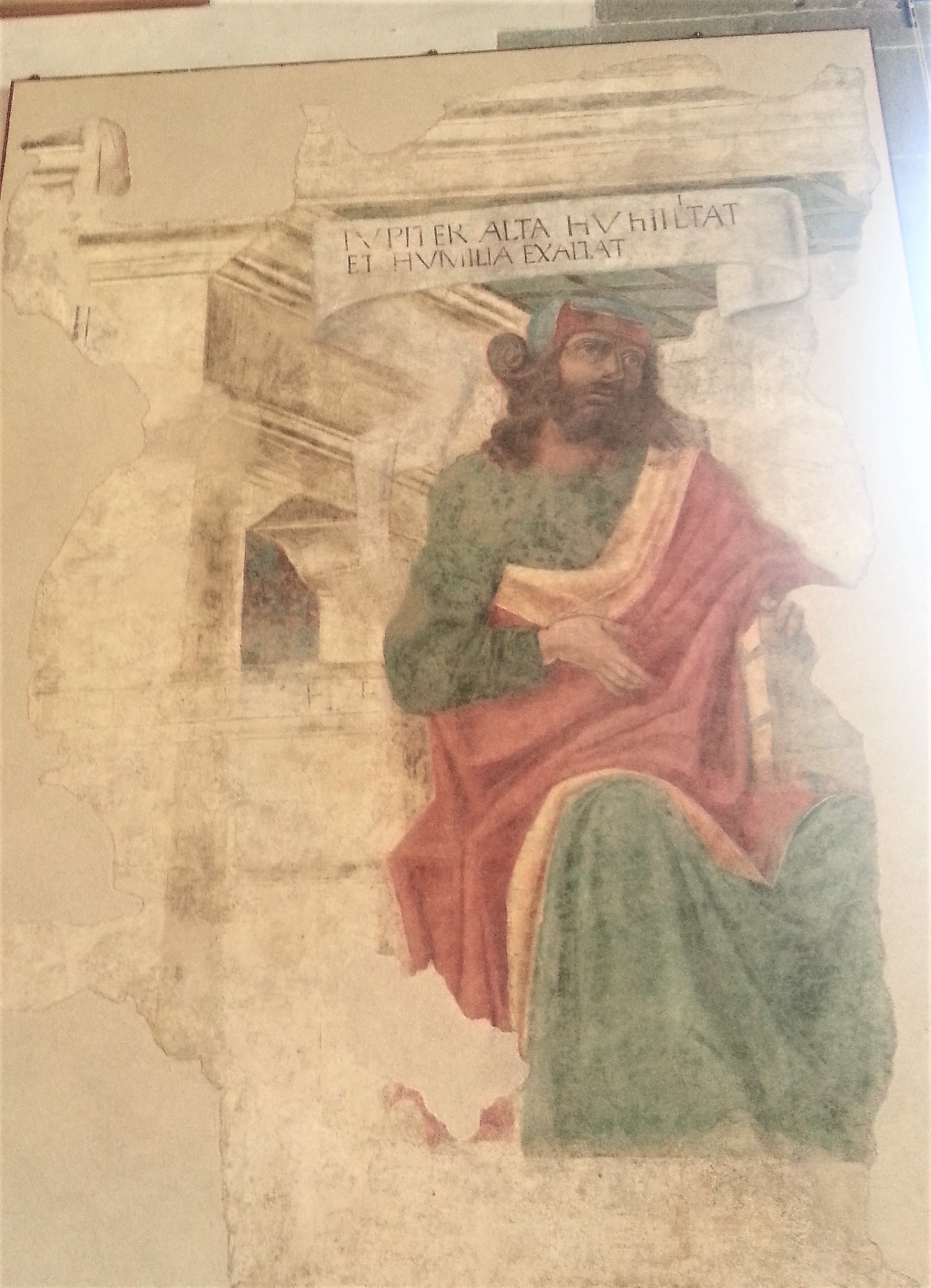
Affresco del Bramante raffigurante il filosofo Chilone

Nel 2001 il palazzo e i monumenti storici, subirono una ricerca a opera del comune e dalla sovraintendenza dei beni archeologici della Lombardia con una serie d'indagini sia cartografiche che archeologiche, su progettazione di Francesco Macario, che hanno portato alla scoperta di una importante stratigrafia archeologica, sino a 2,50 m di profondità riportando alla luce l'ambiente protourbano di epoca protostorica, dal VI-V secolo a.C., della Roma imperiale del piano pavimentale di piazza Vecchia. Gli scavi hanno permesso la ricostruzione stratigrafica della città dall'epoca romana fino all'epoca moderna.. La ricerca ha potuto ricostruire non solo la storia del palazzo ma anche quella del suo contesto urbano.

## Descrizione

### Gli affreschi del Bramante
Gli affreschi del Bramante descritti come Li phylosophi coloriti nella fazzada sopra la piazza da Marin Sanudo, erano sette immagini alte più di due metri raffiguranti antichi saggi posti in una architettura che si aggiungeva a quella reale dell'edificio. 
(Itinerario di tera ferma veneziana – Marin Sanudo il Giovane)
 Gli affreschi furono realizzati mentre Sebastiano Badoer era pretore cittadino, forse anche il committente, e Giovanni Moro prefetto, quindi nel biennio 1477-1478.
Questi savi erano raffigurati seduti tra le finestre del palazzo contornati da una loggia dipinta con colonnine e balaustre dando alla piazza visione molto aperta.  Negli anni successivi, nuove aperture e il sovrapporsi di nuovi dipinti a fresco, coprirono i dipinti del Bramante, solo nel 1927 grazie all'intervento dell'assessore Ciro Caversazzi, si effettuarono assaggi, scrostamenti e fu possibile recuperare due dei saggi affrescati: Epimenide (295x249) che regge con la destra un libro aperto ma di inesatta raffigurazione prospettica che presuppone la realizzazione da parte di un allievo del pittore, e il filosofo Chilone (353x258) che regge con il ginocchio un libro aperto, sopra un cartiglio recita Jupiter alta humilitat et humilia exaltat, il Salmi identificò nel dipinto un ritratto del pittore. Quanto è stato recuperato è esposto nella sala delle Capriate del palazzo della Ragione.

### Sala dei Giuristi
Al secondo piano, sul lato sud del Campanone che si affaccia sul palazzo della Ragione, vi è la grande salone detto dei Giurati. Era il progetto del Quattrocento della costruzione di un nuovo palazzo con la demolizione del palazzo della Ragione, e dare maggior visibilità alla chiesa alessandrina che Filarete stava ampliando, ma che risultava essere sacrificata e poco visibile. Le controversie tra il comune e la curia vescovile fermò per molto tempo i lavori al solo primo piano. Il secondo fu edificato nel 1502 come indicato in un estimo del 1509: «sale doi verso l'episcopato cioè quella da basso dove rende razon el Magnifico Podestà, et spettabel VIcario, e quella di sopra dove rende razon el spettabel Judice de Razon et li consuli […]. El celtro dove si va alla casa dello spettabel Judice de Malefizio, sotto alli doi sale dove si tiene razon».
La sala presenta decori a fresco realizzati da Giovan Battista Guarinoni d'Averara nel 1517. La decorazione originale fu descritta da Francesco Tassi nel Vita de pittori e scultori e architetti bergamaschi: «il primo ordine delle sopradette pitture è formato di colonne scannellate a chiaroscuro con bella simmetria disposte, e dipinte con tutta l'intelligenza dell'arte. Il fregio del cornicione che sopra queste s'appoggia, oltre varj lodevoli adornamenti, racchiude in sei quari alcuni fatti della storia sacra ed altre rappresentazioni allusive alle leggi civili e canoniche; s'innalza sopra di questo pezzo una specie di ordine attico sopra le cui cornice altro ordine di simile natura, ma diversamente ornato si vede sostenuto da schiavi Persi finti di terretta gialla. Nel piano della soffitta vedesi un altr'ordine a colonne con vari sfondati il tutto ragionevolmente condotto con varj Angeli sparsi in più luoghi ed altrre figure de Legisti in abito secondo l'uso di que' tempi, che appoggiate a finte ringhiere scortano mirabilmente e sfuggono all'in sù e sono degne di molta laurde. Nel mezzo è figurata la Trinità Santissima con bellissimo, e numeroso corteggio d'angelici spiriti all'intorno». Di questi dipinti sono rimaste alcune parti recuperate con i restauri del XX secolo.
Nei restauri ha ripreso luce uno stemma visconteo con due aquile araldiche, stemma proveniente dal periodo dell'occupazione dei Visconti nel Trecento e Quattrocento.
Dal 2012 l'area degli scavi, con accesso dal palazzo, è aperta al pubblico.

## Museo storico dell'età veneta

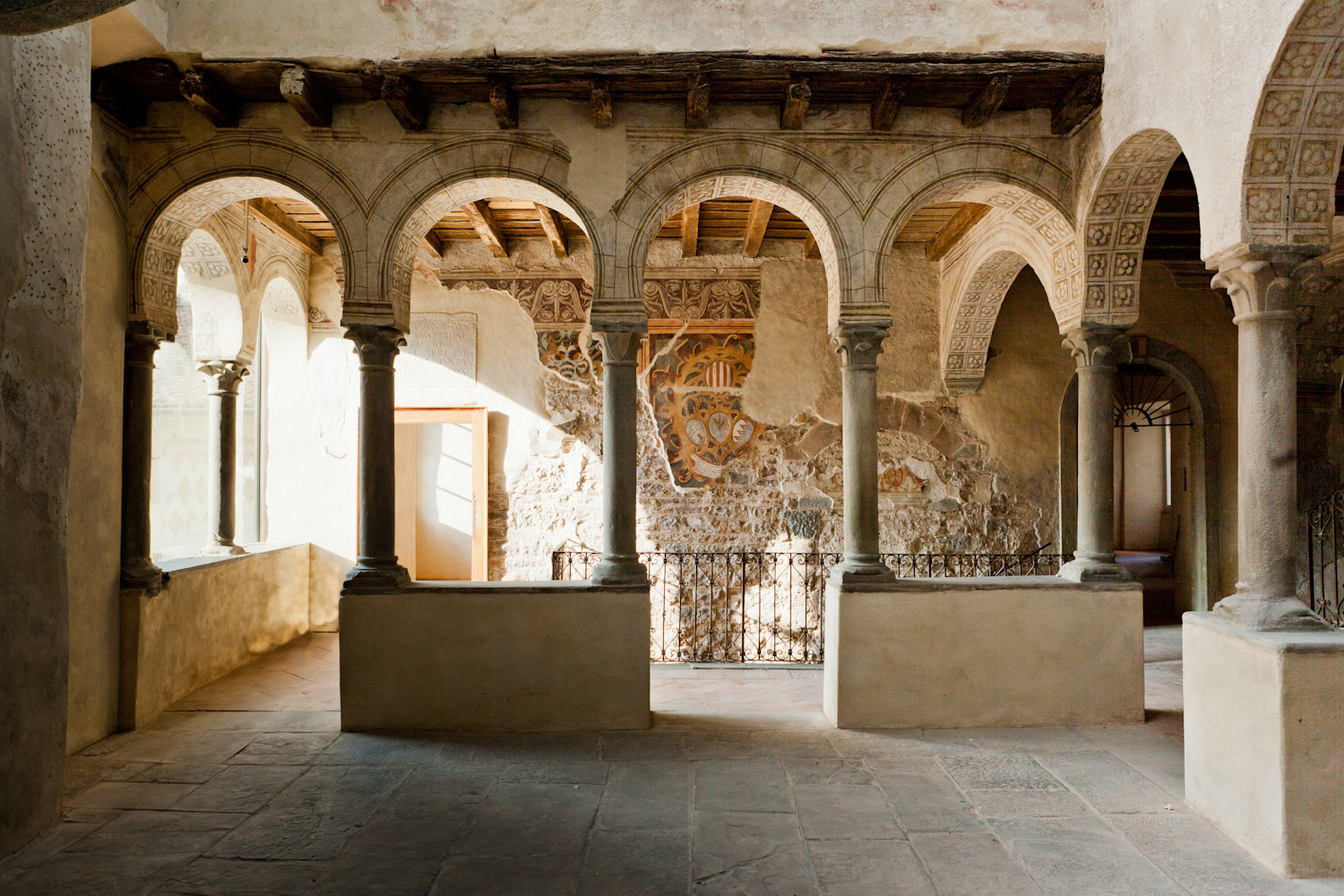
Palazzo del Podestà - interno cavedio parte del Museo del Cinquecento

Nel 2012 è stato allestito nelle sale del palazzo il Museo interattivo storico dell'età veneta, facente parte del Museo delle storie di Bergamo della  Fondazione Bergamo nella storia onlus. 
Seguendo un percorso che si suddivide su sette sale interattive ci si porta a conoscenza di un periodo storico che dal 1492, anno della scoperta dell'America e il suo sviluppo commerciante, porta fino alla repubblica veneziana, il suo potere e i suoi commerci.
Nelle sale interattive si viene trasportati nel Medioevo, attraverso un viaggio che da Venezia porta a Bergamo, una visita che aiuta a interagire nel Cinquecento, incontrando i luoghi e i personaggi che hanno fatto di quegli anni la storia di Bergamo.
La città rappresentata nel XVI secolo, accompagna il visitatore alla costruzione delle mura veneziane e alla distruzione delle chiese e monasteri che erano ostacolo alla loro edificazione, come la chiesa di Sant'Alessandro in Colonna e il monastero di Santo Stefano giungendo fino a porta Sant'Alessandro, con i colori e i suoni della grande fiera che si trovava all'esterno delle mura, e che arrivava fino alle le muraine.